# 真獸齒類
真獸齒類（Eutheriodontia）是合弓綱獸孔目的一個演化支，包含獸頭亞目與犬齒獸亞目。這個分類單元是在1986年建立，之後古生物學界普遍認同獸頭亞目、犬齒獸亞目是兩個非常接近的演化支。
大約在二疊紀中期，獸頭亞目、犬齒獸亞目分開演化，各別演化出類似哺乳動物的特徵，例如：具有次生顎、沒有眶後棒（Postorbital bar），犬齒獸類的後代哺乳動物，也具有這兩個特徵。這兩個演化支還有許多共同特徵，可能演化自最近共同祖先，例如：齶骨沒有牙齒、頭顱骨基部的上翼狀骨（Epipterygoid bone）擴大、大型顳顬孔（Temporal fenestrae）、大型顳顬孔造成中間的顱頂與矢狀嵴（Sagittal crest）狹窄。